# 天野小夜子
天野 小夜子（あまの さよこ、1968年1月9日 - ）は、日本の女優、歌手、元アイドル。

## 来歴
TBSのSUPER WEEKEND LIVE 土曜深夜族にアイドルとして出演、のちにSM女王様に転向。
1992年には村上龍が監督・脚本の映画「トパーズ 」で女王様・サキ役を演じた、小説「エクスタシー」の表紙のモデルになる。
2012年に渡辺蕗子が主宰するイベント「FUKICOS OPERARIA」に出演、いしだ壱成とのデュエットでノー・ウーマン、ノー・クライを披露した。

## 出演映画
- トパーズ （1992年）

## ディスコグラフィー
- ラストダンスは私に(1996年7月20日、Propaganda Records)
- シバの女王様（1997年1月21日、日本コロムビア）